# Hyadina sauteri
Hyadina sauteri är en tvåvingeart som beskrevs av Cresson 1934. Hyadina sauteri ingår i släktet Hyadina och familjen vattenflugor.
Artens utbredningsområde är Taiwan. Inga underarter finns listade i Catalogue of Life.